# Catherine Griset
Catherine Griset (Boulogne-sur-Mer; 20 de agosto de 1972) es una política de extrema derecha francesa. Pertenece al partido Agrupación Nacional.
Es miembro del Parlamento Europeo desde 2019.